# Jiří Helán
Jiří Helán (12. července 1946 Brno – 13. června 2015) byl český politik a podnikatel, v letech 1998 až 2002 a opět v roce 2010 starosta městské části Brno-Žabovřesky, člen ODS.

## Život
Vystudoval Právnickou fakultu Masarykovy univerzity (získal titul JUDr.). Živil se jako podnikatel, pracoval
na různých pozicích právnického zaměření.
Jiří Helán žil ve městě Brno, konkrétně v části Brno-Žabovřesky. Byl ženatý, s manželkou Jiřinou měl dva syny. Ve volném čase se věnoval především sportu, ve kterém preferoval tenis a lyžování, a také své chalupě na Vysočině.

## Politické působení
V komunálních volbách v roce 1994 byl za ODS zvolen zastupitelem městské části Brno-Žabovřesky a také radním MČ. Ve volbách v roce 1998 mandát zastupitele obhájil, a to z pozice lídra kandidátky ODS. Následně se dne 30. listopadu 1998 stal starostou MČ. Ve volbách v roce 2002 opět mandát obhájil, ve vedení městské části však dále pokračoval již jen jako místostarosta MČ. Novým starostou byl zvolen dne 14. listopadu 2002 jeho stranický kolega Aleš Kvapil. Také ve volbách v roce 2006 obhájil pozice zastupitele a místostarosty.
V únoru 2010 však na funkci starosty MČ rezignoval Aleš Kvapil. Důvodem bylo podezření, že si řekl o úplatek firmě, která chtěla v Žabovřeskách stavět. Dne 18. února 2010 byl Helán zvolen na jeho místo. V komunálních volbách v roce 2010 již nekandidoval. Novým starostou se dne 11. listopadu 2010 stal Marek Šlapal.